# NCT 127 (EP)
NCT 127 (estilizado como NCT #127) es el primer EP de la segunda subunidad de NCT, NCT 127. Fue lanzado el 10 de julio digitalmente, y digitalmente el 11 de julio. El EP consiste de siete pistas, incluyendo el sencillo principal «Fire Truck.»

## Antecedentes y lanzamiento
El 30 de junio de 2016, se anunció que NCT volvería con una segunda subunidad llamada NCT 127, el número 127 se refiere a la longitud de Seúl. NCT 127 se integra de miembros de la subunidad anterior NCT U (Taeyong, Jaehyun, Taeil, y Mark), y tres nuevos miembros (Yuta, Haechan, y WinWin).
El grupo debutó el 7 de julio de 2016, con el vídeo musical de su primer sencillo «Fire Truck», se suponía que se lanzaría a las 00:00 (KST), pero pospuso hasta el mediodía del 7 de julio de 2016. NCT 127 llevó a cabo «Fire Truck» y el B-side «Once Again» en M! Countdown el 7 de julio.

## Lista de canciones
| N.º | Título               | Letras                                           | Música                                                                                     | Arreglo                              | Duración |  |
| 1.  | «Fire Truck»         | Lee Taeyong, Mark Lee, Jung Jaehyun, Jam Factory | LDN Noise, Tay Jasper, Ylva Dimberg                                                        | LDN NOISE                            | 02:59    |  |
| 2.  | «Once Again»         | Jo Yoon Kyung                                    | Chris Wahle, Andreas Oberg                                                                 | Chris Wahle, Andreas Oberg           | 03:10    |  |
| 3.  | «Wake Up»            | Jam Factory, Cgo Jinjoo                          | LDN NOISE, Tay Jasper                                                                      | LDN NOISE                            | 02:57    |  |
| 4.  | «Another World»      | Jam Factory                                      | Timothy `Bos` Bullock, MZMC, Leven Kali, Jamil `Digi` Chammas, Tay Jasper, Adrian Mckinnon | Tay Jasper, Timothy `Bos` Bullock    | 03:32    |  |
| 5.  | «Paradise»           | Jam Factory, Realmeee                            | G.Bliz For Tdl, Inc., The Colleagues, Otha `Vakseen` Davis III, Henry Hill                 | G.Bliz For Tdl, Inc., The Colleagues | 03:27    |  |
| 6.  | «Mad City»           | Lee Taeyong, Mark Lee, Double Dragon             | Double Dragon, Donald Hazel Sales                                                          | Double Dragon                        | 03:19    |  |
| 7.  | «Switch» (ft. SR15B) | Jam Factory                                      | LDN NOISE, Trey Campbell, Tay Jasper, Rosina `Soaky` Russell                               | LDN NOISE                            | 03:05    |  |

## Gráficos

### Semanales
| Gráfico (2016)             | Posiciones |
| -------------------------- | ---------- |
| South Korean Albums (Gaon) | —          |

## Historial de lanzamiento
| Región        | Fecha               | Formato          | Discográfica                 |
| ------------- | ------------------- | ---------------- | ---------------------------- |
| Mundo         | 10 de julio de 2016 | Descarga digital | S.M. Entertainment           |
| Corea del Sur | 10 de julio de 2016 | Descarga digital | S.M. Entertainment           |
| Corea del Sur | 11 de julio de 2016 | CD               | S.M. Entertainment, KT Music |